# 银两
银两，也称银子、银，是中国历史上的一种银质称量货币，盛行于明清时期，以银锭为主要形式，在近代可以分为虚银两和实银两。白银在中国很早就获得货币地位，汉代的“白金三品”可能是最早由官方发行的银质铸币，但直到宋元时期银两才在民间大规模流行。明清时期银两日益流行，成为政府的法定货币和民间大宗交易的常用货币。随着外国贸易银元的大规模流入，银两因为平色、形制难以统一，汇兑存在困难，最终为银元所取代。
银两制度在漫长的历史中逐渐催生出专职于汇兑的票号、钱庄等金融机构，并逐渐脱离实物发展出虚银两，衍生出相关的申汇、洋厘等金融市场。

## 定义
“银两”中的“两”原来为衡量重量的单位，顾名思义银两的价值取决于所含银的重量，“银两”本质是借用重量单位表示白银价值的货币单位。银两是一种相对落后的货币制度，可以和英镑做对比：“英镑”的“镑”本来是重量单位的“磅”，但英镑在历史发展中逐渐脱离了重量单位的含义，价值不再取决于重量，而是由法定面额决定；银两自始至终都是一种称量货币，它并没有一种法定的价值，甚至都没有一种统一规范的形式，需要根据成色鉴定和重量衡量确定银含量，才能最后确定其价值。:177-178
银两在清代不仅是民间大宗商品交易、埠间交易的通用货币，还是官方财政收支的计量单位，并且衍生出实际流通的实银两和仅仅作为价值符号的虚银两。实银两，就是真实存在、实际流通的白银，例如银元宝。虚银两衍生自实银两，由于实银两平色各式各样，为了方便计算其价值，往往假定一种银两的成色与质量作为标准，这一标准并不需要现实中存在对应的实银两，仅仅充当记账中的货币单位，这种假定的标准银就是虚银两。

## 历史

### 唐宋以前的白银

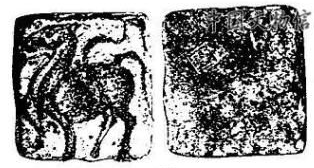
汉代“白金三品”马纹拓片

中国用银历史悠久，司马迁在《史记》中记载“虞夏之币，金为三品，或黄，或白，或赤”，而唐代《史記索隱》考证“白金”即为白银，此外唐代《通典》中也有白金即白银之说。这些来源缺乏根据，并不足以信服。根据商周考古发现，白银在周代主要用于装饰。1973年河南省扶沟县古城村曾经出土银布币18枚，其中年代最早的在春秋中叶，也有战国早期实首布币，形态并不统一，虽然有一定规格和型制，但仍属于称量货币。除了银布币之外，1949年以前长沙楚墓中曾经出土银质郢爰，1949年湖北江陵和湖南长沙的楚墓中也发掘出银质郢爰和包银箔饼状冥币，河北平山的中山国古墓中也有银贝币出土。先秦时期虽然有白银货币实物，但却罕有文献记载，当时的文献大多统称用金，而后来的秦律则废止了白银货币功能。:2+5
汉武帝时期，首次出现官方发行的“白金三品”，然而由于“白金三品”法定价值高而铸造成本低，不到一年时间就因为民间仿制太多而废止。王莽于公元10年重新恢复了汉武帝时期的宝货制度，将白银分为“朱提银”和“他银”两类，均以流（等于8两）为衡量单位，规定“朱提银”1流等值于1580钱，“他银”则只值1000钱。根据雲南昭通（古称朱提）出土的“白金三品”铸料化验分析，朱提银系银锡合金，含银量只有42%，还不是纯粹的银币。三国时期，吴后主孙皓曾得到汉制小银锭，近代彭信威也曾收藏汉代银锭。自三国以降至隋，战乱频仍、百业凋零，商品经济出现去货币化的趋势，实物的丝帛逐渐取代铜钱成为主流交易媒介。但白银的使用有增无减，白銀的計價單位也逐漸從斤到兩，反映了白银的相对普及，例如《晉書·石勒傳》記載“穀二升直銀二斤，肉一斤直銀一兩”，而交廣、河西受到周边国家贸易影响也开始使用银币，但直到隋代多数地区的白银都还只是用于贡品、宝藏或者赏赐等用途。:5-6

### 白银的普及与货币化

至元通行宝钞下注“首告者赏银伍（五）定（锭）”

唐代经济发展、商业繁荣，部分地区甚至因为制钱不足出现钱荒，为白银的普及提供了有利的条件。根据《旧唐书》记载，唐宪宗内库曾经出银5000两以供军饷；《资治通鉴》也记载朱全忠在文德元年（888年）花费白银万两用于购物；根据《新唐书·食货传》记载，唐代非桑蚕产地以银纳税，1970年陕西西安曾经出土过刻有“洊安县开元十九年（731年）”字样的“庸调银饼”，证明至迟在开元年间岭南就已经推行这一制度；1977年陕西省博物馆征集文物时也曾征集到同属岭南的税商银锭，说明唐代在岭南还曾以银征收商税；1970年西安隋唐宫城还曾出土“和市银”，重达50两:23，铭文显示当时政府会将各地缴纳丁税出售换取白银。种种迹象表明，至少在天宝年间唐代政府财政用银已经成为常态，岭南地区仍在延续汉代以来用银贸易传统，但大多数地区民间习惯以银易钱用于贸易。至唐朝末期和五代，白银已经比黄金更加普遍，白银的衡量单位也从魏晋南北朝的斤两并用演化为以两为主，金银商铺也开始承接白银汇兑功能，至五代就已经出现银锭造假和专业承接白银业务的“鬻银肆”。:7-9:252-253
宋仁宗景佑年间，诏令福建、两广以银代绢缴纳税收，白银正式获得法定货币地位。宋金元时期白银不仅在民间流行，政府赏赐和外交纳贡都常用银。宋代各地缴纳的实体税也会折算为银两，史载南宋绍兴三十一年（1161年）各地上贡白银总额241630两，白银已经是政府收入的重要组成部分之一。宋仁宗康定元年（1040年）白银官价2000文/两，而宋真宗天禧五年（1021年）全国税银883900多两，宋神宗治下达到了惊人的2909086两，据官价折算可以占到宋神宗朝财政收入的9.7%。在民间衣食住行已经开始用银交易，但民间仍是习惯用铜钱，因此宋代金银兑换行业极为发达，孟元老《东京梦华录》称汴京的银肆交易动辄千万。北方的金朝也不遑多让，不仅在财政上全面用银，金世宗还批评民间铜钱笨重不便贸易，鼓励民间用金银贸易。《金史·食货传》记载金章宗见民间凿银验色导致货币贬值，于是发行了自汉武帝以来第二种银铸币——承安宝货银锭，这种银币并非称量货币，虽然推行时间较短，但极大促进了民间用银，顾炎武曾评“金承安以后，民但以银论价”。金朝后期因为滥发纸币，民间逐渐只用银交易。蒙古人受到周边的金、西辽、花剌子模影响也是使用银，因此元代用银十分普遍，但白银在元代更重要的作用是平准钞法，即充当纸币发行准备金。为了维持纸币的币值，元朝实行金银集中管理制度，不准民间私相买卖金银，政府在各地设立平准仓和交钞库，在纸币贬值时可以到平准仓用纸币兑换白银，反之可以到交钞库用银换钞，从而稳定纸币信用。:10-26

### 明清时期的银两
虽然明太祖洪武三十年当局「禁民人用金银」，但这阻止不了民间对金银使用的需求，根据《明实录》记载，“杭州诸郡商贾，不论货物贵贱，一以金银定价”。明英宗曾在即位元年（1436年）宣布稅收一律以銀繳納，实际上放开民间银禁，结果很快“朝野率皆用银，其小者乃用钱”，虽然他后来曾经试图恢复银禁，但用银趋势已经势无可逆转，最后直接开放了银禁。由于民间惯用银、钱，政府发行的宝钞逐渐贬值、退出流通，至明中叶白银已经成为通用货币，形成了“大数用银，小数用钱”的格局。政府也是普遍用银支付，乃至与制钱成本也是用银衡量，官员薪水也是90%以上为银。至万历朝，一条鞭法实施后全国税赋一律纳银，社会用银的趋势进一步增强。:27-32:453-454
清代对白银的依赖大大超过前代，不仅所有商品按银两定价，甚至制钱价值也是根据银价确定，白银成为了社会上唯一具有价值尺度功能的货币。虽然清代实行银、钱并行的货币制度，但清代统治者较制钱更看重银两。在国库储藏方面，此前历代都是以粮食为主体，清代则专以白银为重心，从中央到地方无不重视白银储备。清代的银两还是一种重要的国际货币，不仅贸易用银结算，出超和入超也是通过白银平衡，晚清的外债也多是用银偿还。:33-38清政府以纹银为银两的标准成色，规定征税在1两以上必须使用银两，乾隆甚至将要求降低到1钱，政府的会计账目都是用银两核算，民间大宗商品贸易也是用银为主。:178-179虽然清代将银作为合法货币，但各地的银锭实际上并不存在统一的标准，还需要相互兑换才能使用。学术界对银两本位货币地位存在争议。如果按照西方统一铸造、平色划一的货币标准判定，银两显然不属于本位货币；但如果按照唯一具有价值尺度货币的标准衡量，银两毫无疑问称得上本位。

### 废除银两

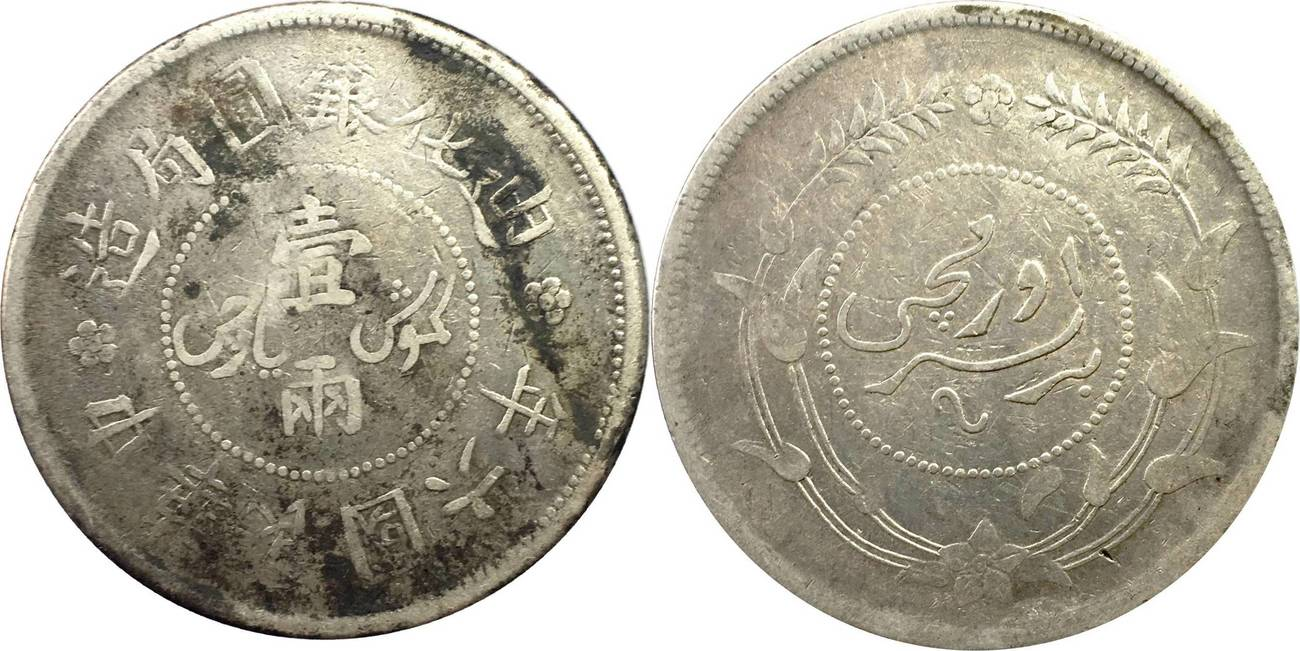
迪化银圆局造两制非称量银币

随着中外贸易日益增长，西方制造的贸易银元开始大规模流入中国，逐渐挑战银两的地位。清政府最初认为使用银元属于“太变成法，不成事体”，但到了1889年张之洞开始仿照外国银元，铸造本国银元，清政府也是顺应趋势，在1910年在出台《币制条例》正式确立元为货币单位。虽然民国初年仍然确立了元的货币单位，但民间交易，尤其是外贸和关税，都是以银两为主，国际上只承认银两为中国外汇清算的标准，买卖外汇都需要先折算为银两再兑换外币。1930年后受到大萧条影响，银价低迷而金价、外汇升腾，国民政府下定决心采用金本位，1930年起海关改征关金券，1933年起正式废两改元，银两才退出了货币市场。

## 形制
在唐宋以前，银质钱币形式主要为银铤和银饼两类。:197汉代虽然只有银饼的记载，但考古中也出土过船形和条形的银铤，“铤”的记载直到魏晋时期才出现。唐、宋、金多“铤”少“锭”，虽然都是“铤”，但形式上有区别：汉、唐的铤多是长条形，像笏，因此有时也称银笏、银板，也有船形、砝码形的；宋、金银铤多为束腰形、重50两，唐、宋之后的“银锭”多是指代这种束腰形的银铤；金代的承安宝货独称“宝货”，虽然也是束腰，但重量从1两到10两分5等。南宋庆元年间曾经颁令规定银两的成色、形制与重量，要求上贡金银成色必须达到“上色”的标准，银两必须铸造成铤，大者50两，小者22两。:25元代的“元宝”最早可以追溯到至元三年（1266年），元初元宝与晚期的宋金银铤别无二致，中凹外挑，但到了元末挑高逐渐增加并超过以往，别具特色。明代虽然仍叫“元宝”，形式上已经有很大差异，出现后世所习见的船形，较元代厚度增加、长度缩短、两侧弧度增加，边缘挑高从里到外逐渐增高，两侧如翼。:49-52由于民间厌恶“元宝”之“元”，明代制钱不再冠以“元宝”之名，“元宝”也逐渐成为了银锭的专称。明代最大的银锭在工部节慎库，据明末清初史学家谈迁称需登梯才能到顶，顶上边尚高于人，为明国库镇库之宝，造于永乐年间，1900年八国联军侵华时尚有万历年间造500两镇库银，被日军掠至日本、现藏日本造币局。从明末开始银两形制开始出现多样化、地方化趋势，虽然清初仍然延续了明代样式，但雍正朝元宝开始越发像马蹄状发展，并且各地制造的元宝都各具特色，不仅重量形状不再统一，并且出现了半球体圆锭这样的完全脱离传统元宝、银饼范畴的异类。除了各地通行的元宝银，地方又有区域性流行品种，例如两广、湖南流行砝码锭10两，江西、甘肃又流行方锭50两，山西、河南的腰锭重约5两，甘肃、宁夏却只有2两，云南又有独树一帜的5两牌坊锭。:52-56

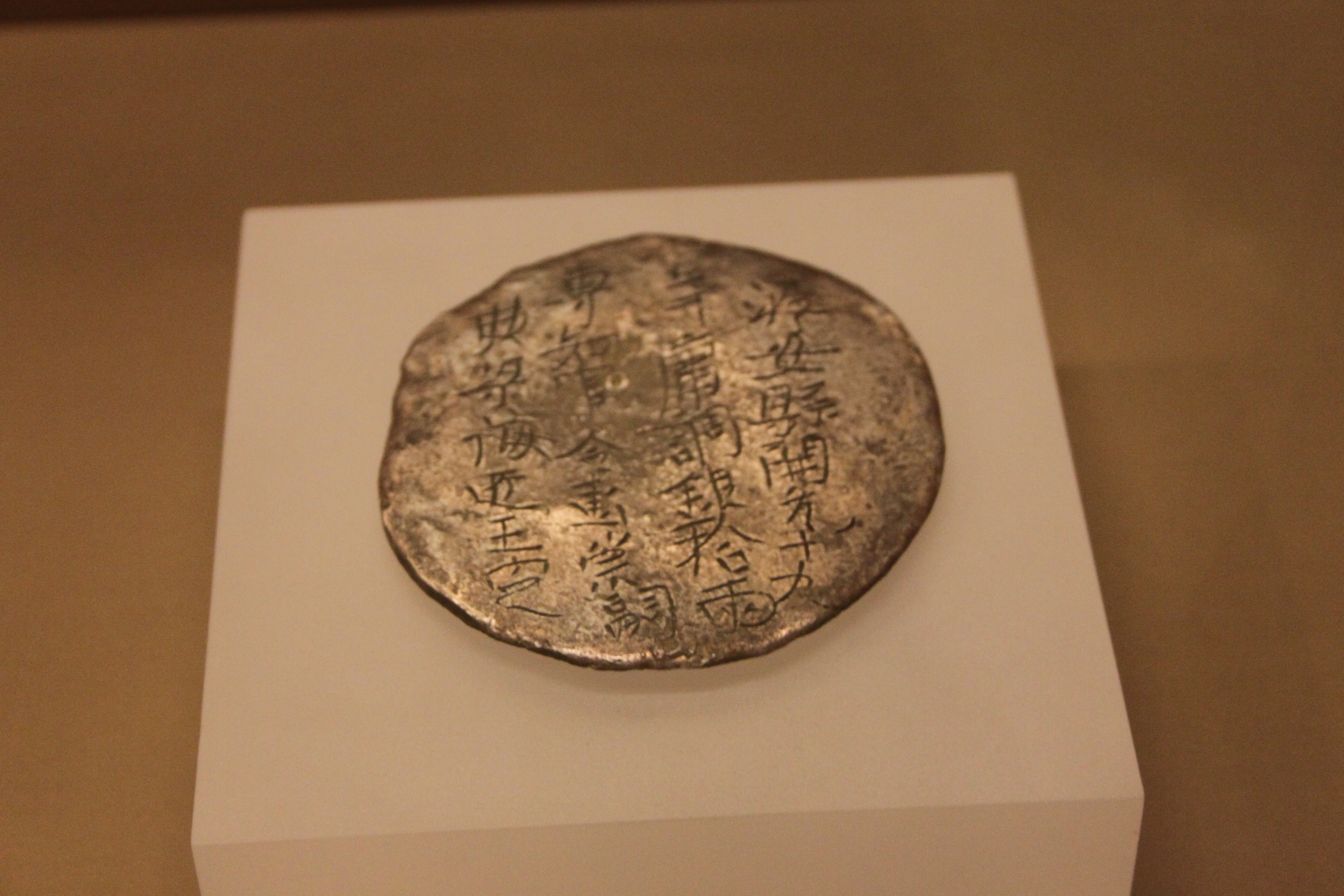
唐代洊安县庸调银饼
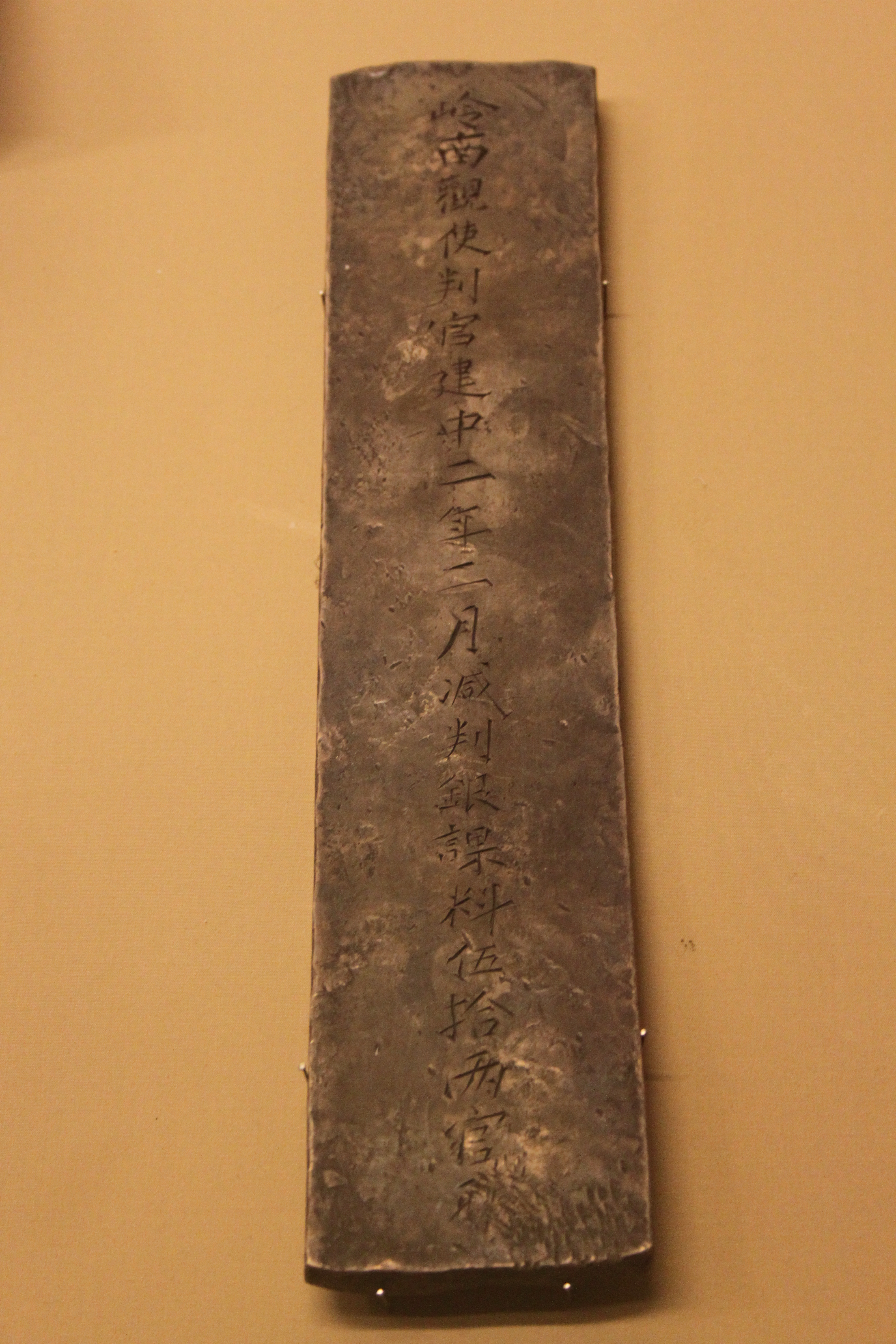
唐代饶州银铤
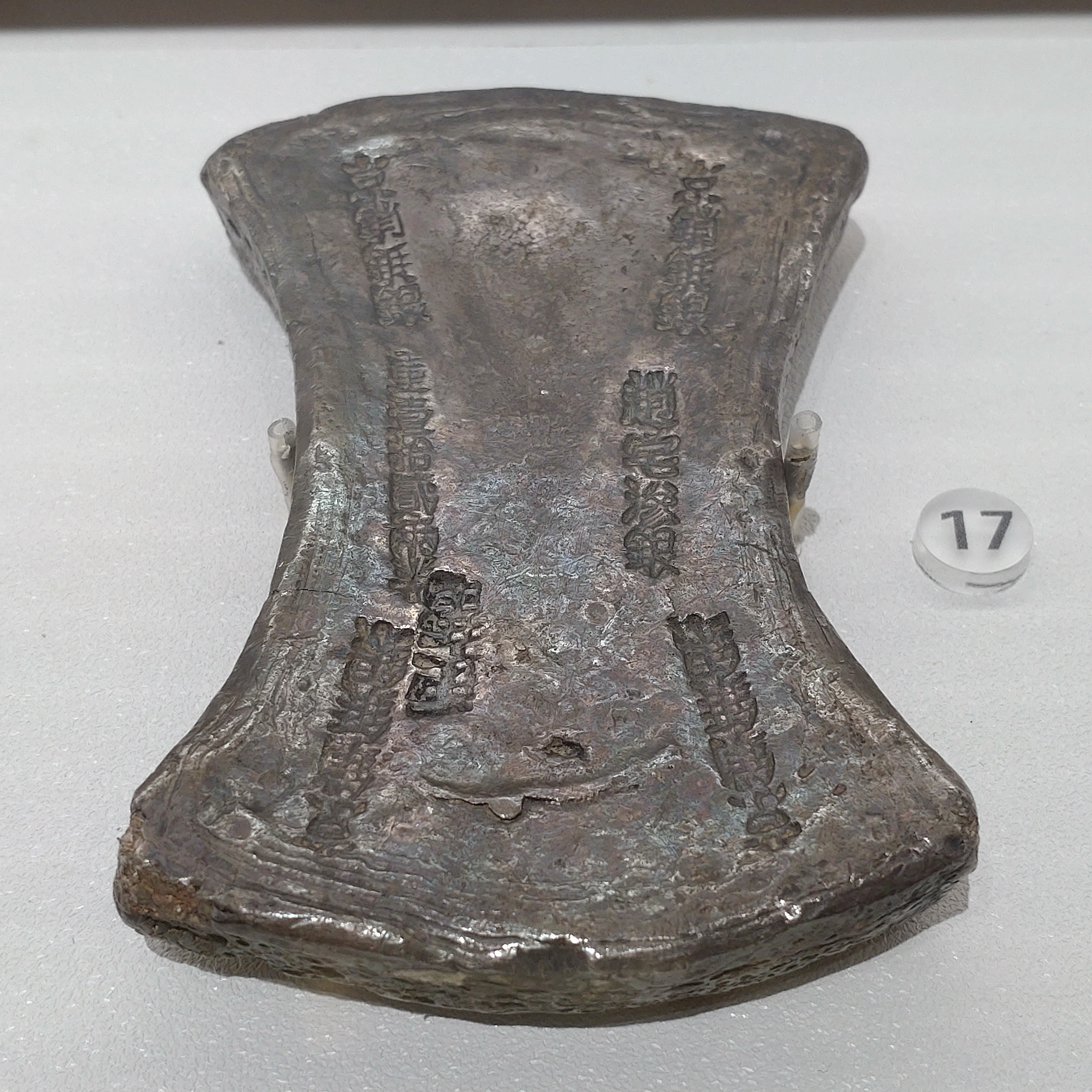
南宋臨安府京銷鋌銀
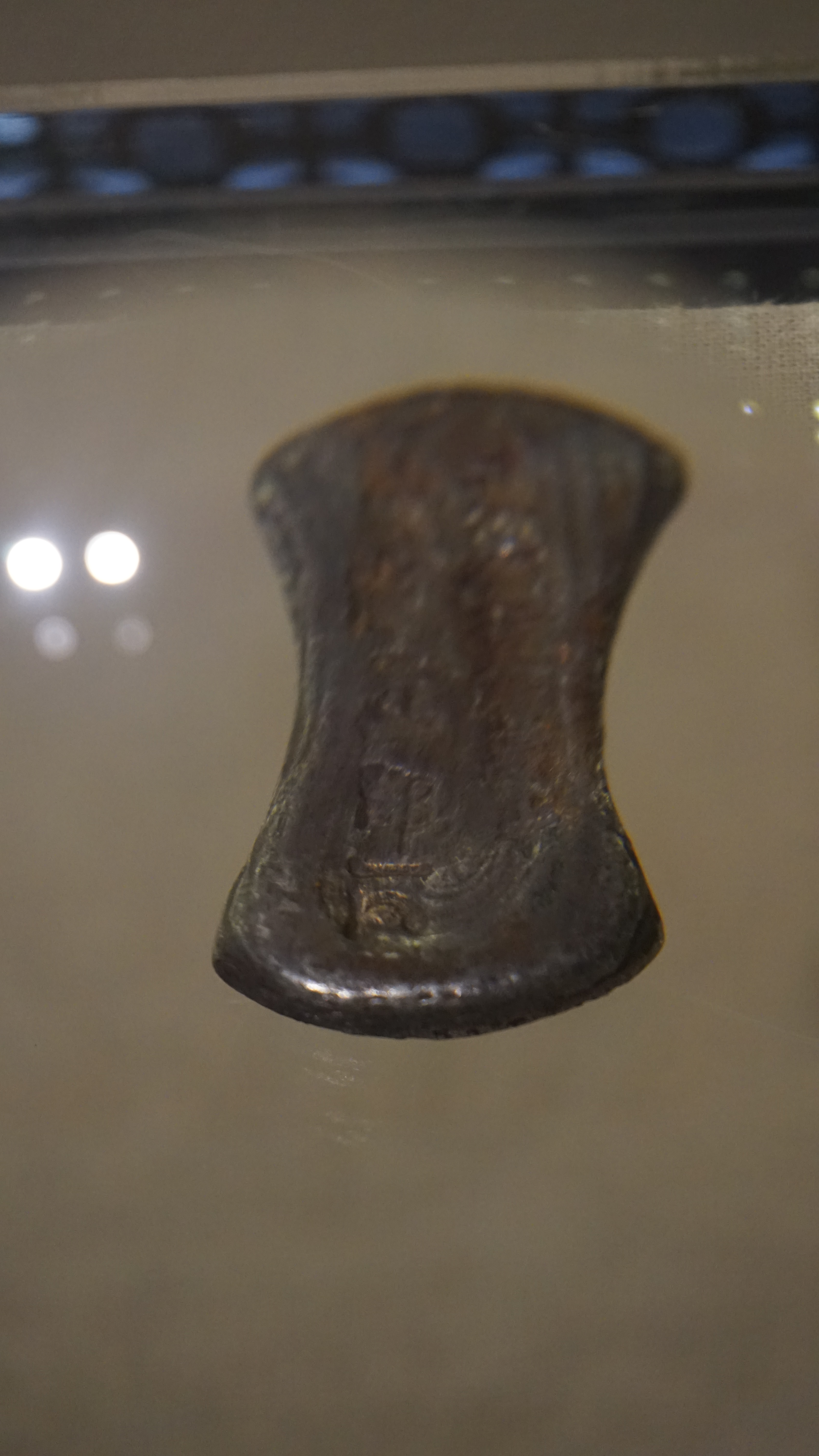
金代承安宝货银币
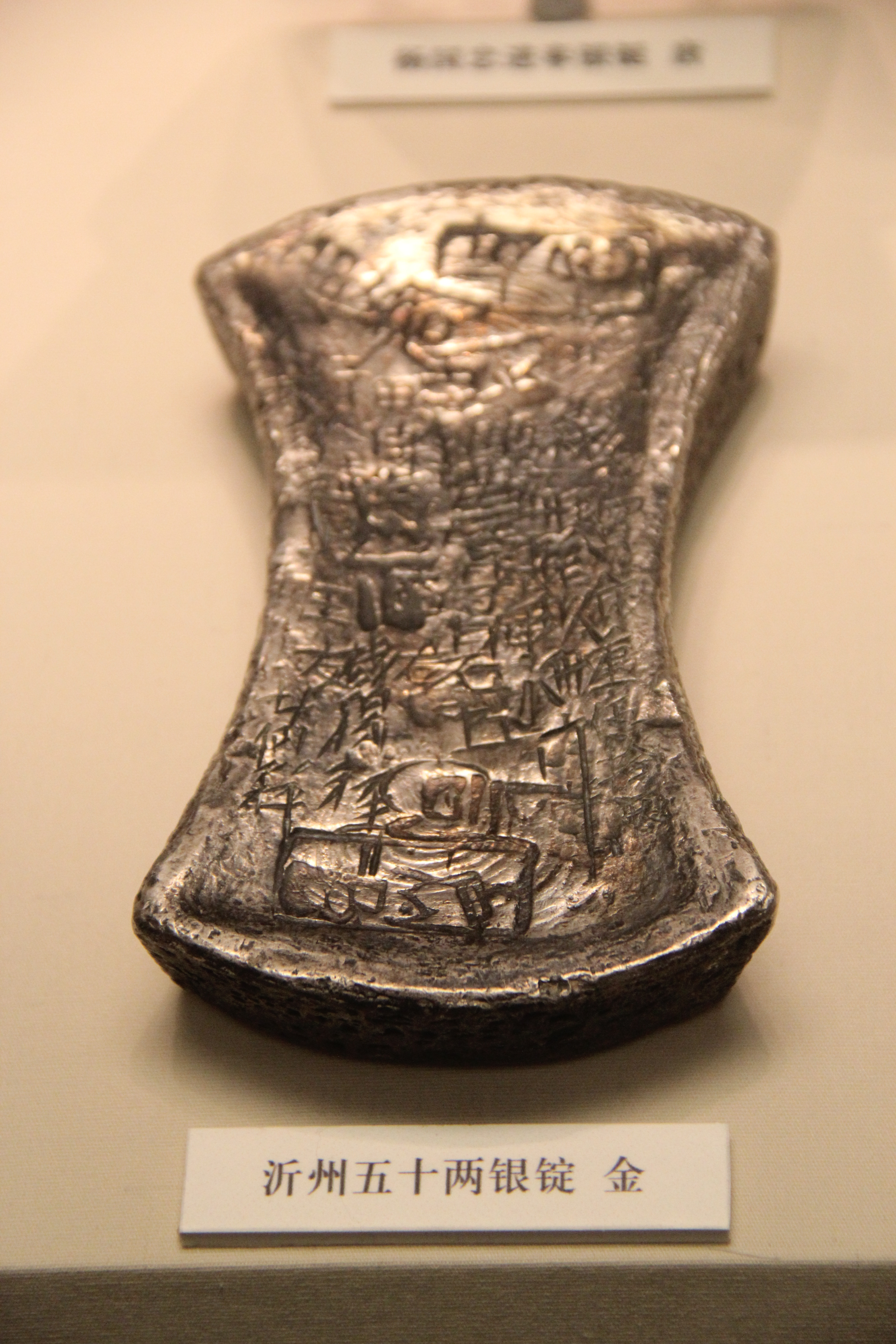
金代沂州银铤
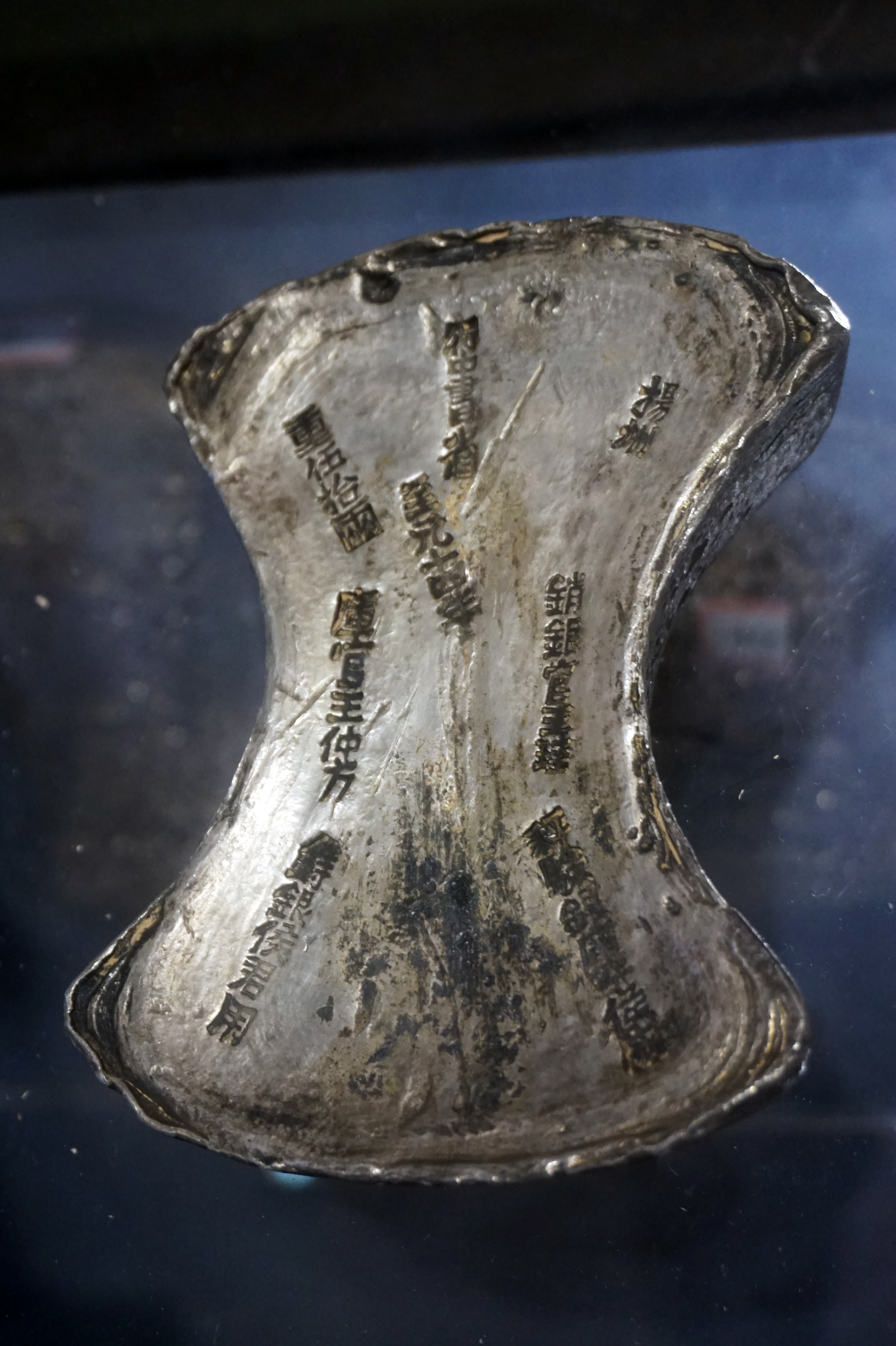
元初元宝
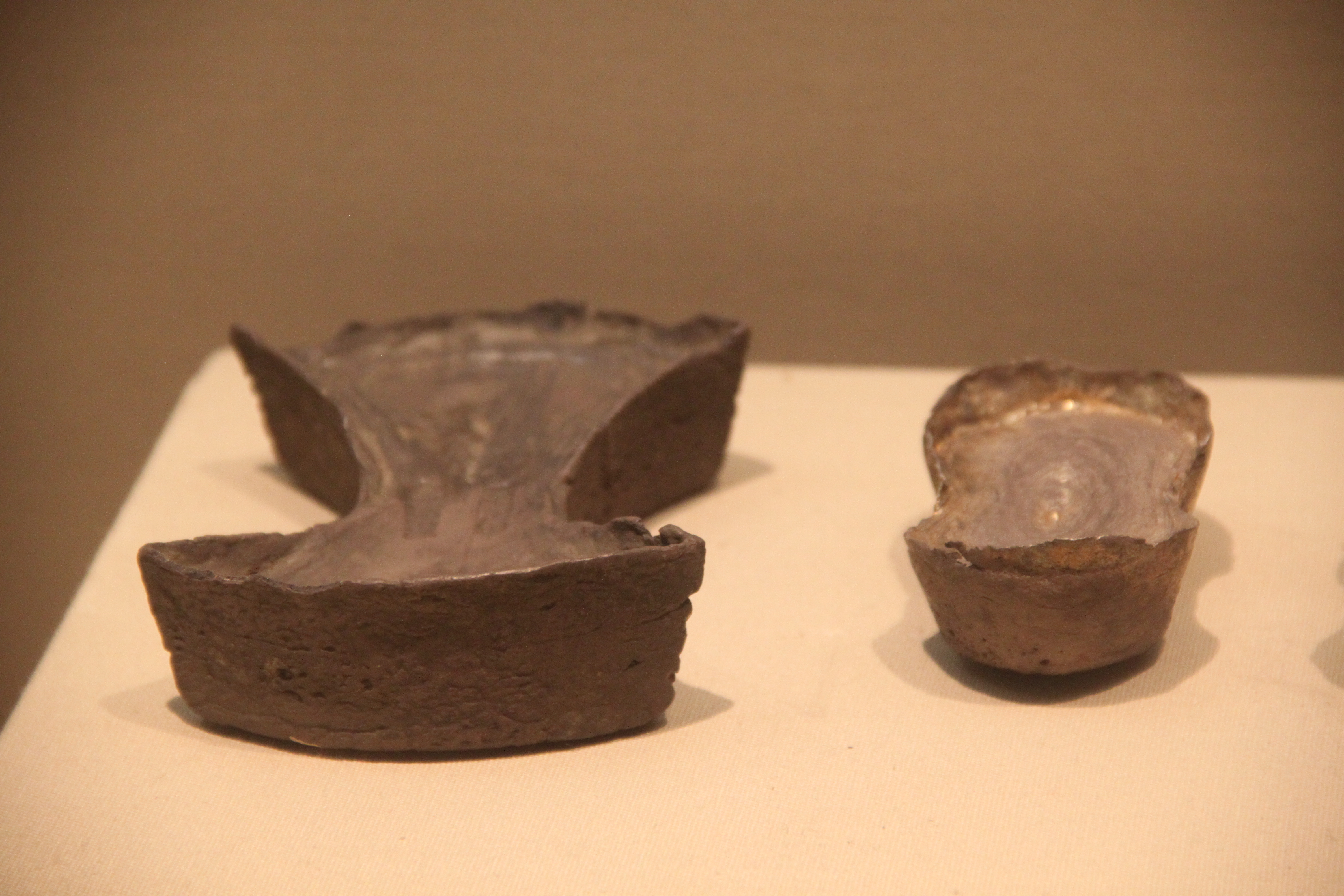
明代银锭与小元宝
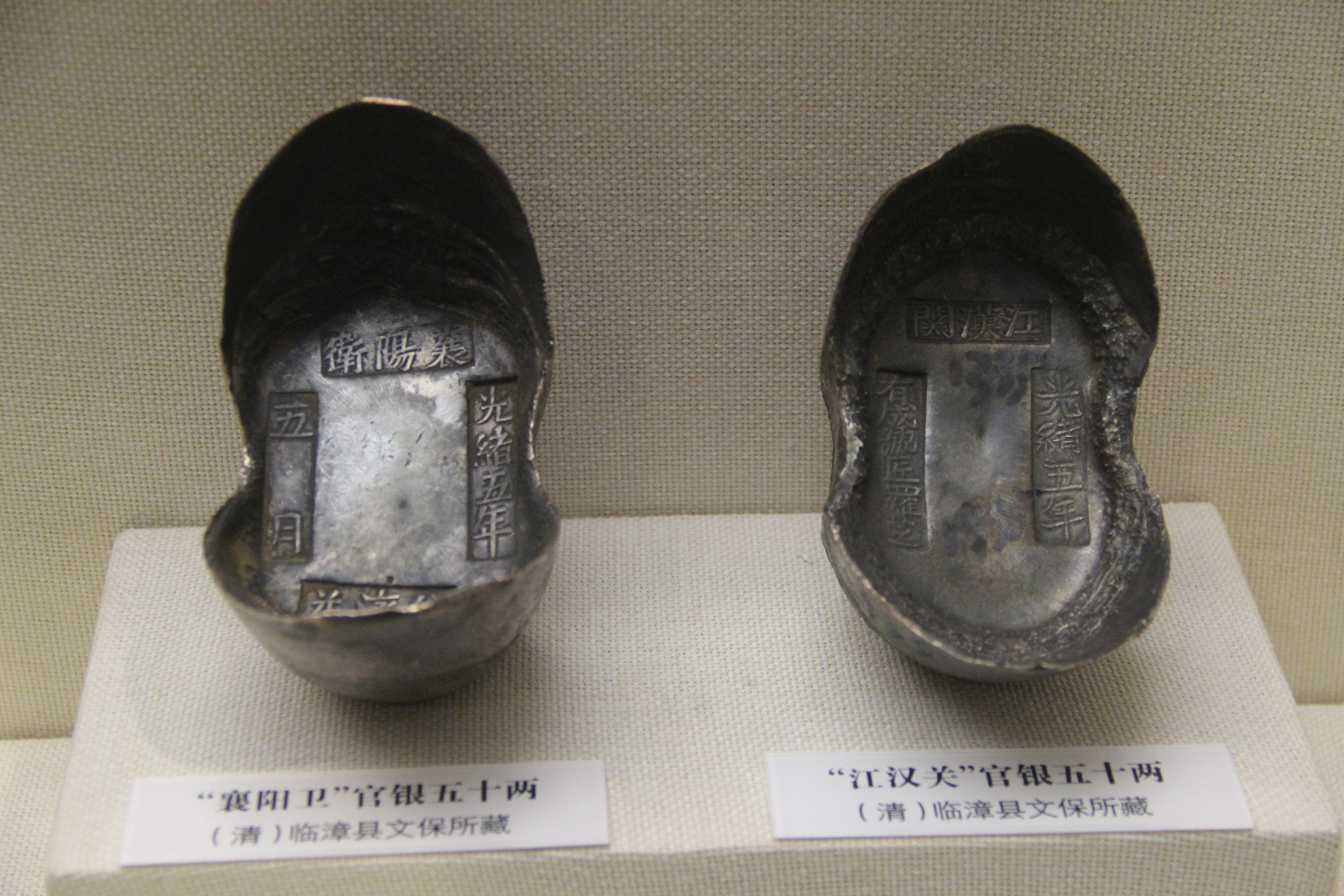
晚清湖北官银
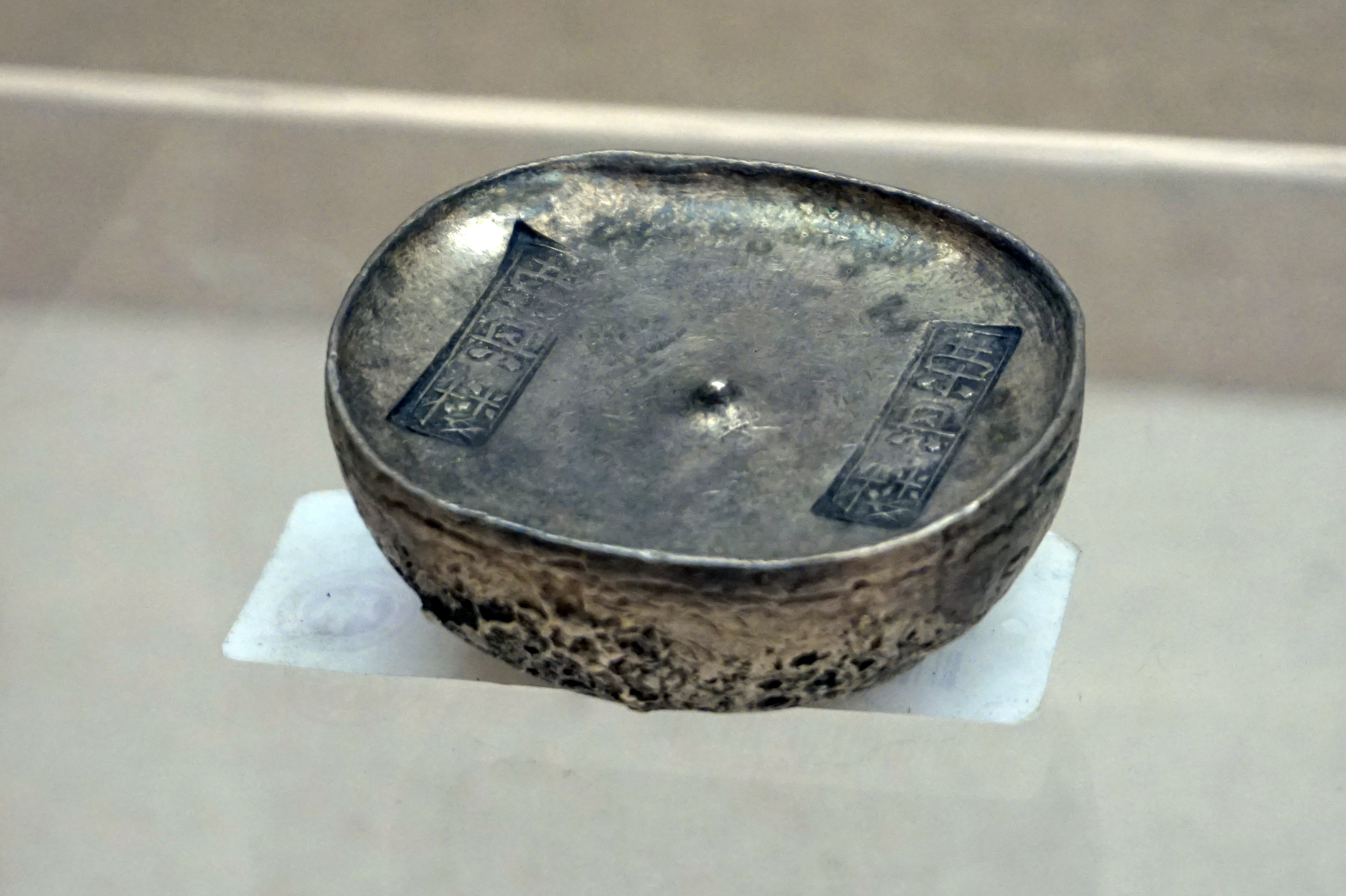
清代四川圆锭
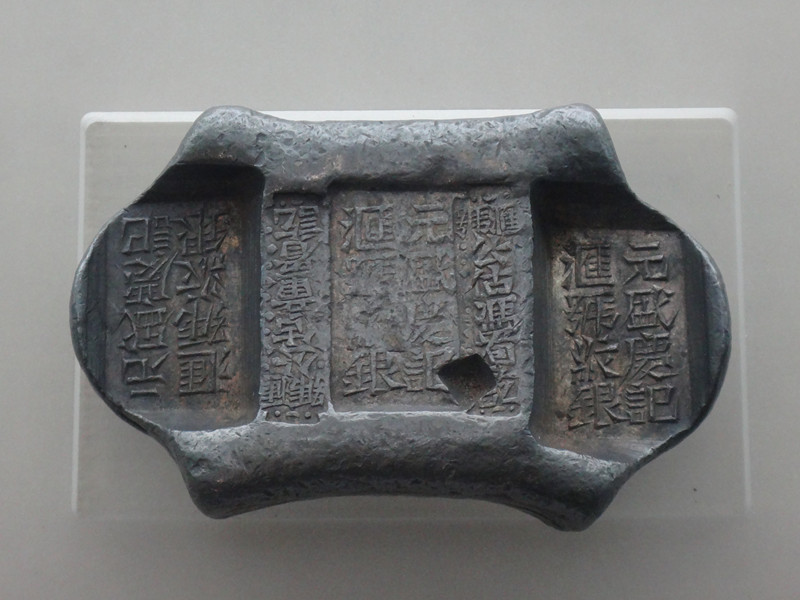
云南牌坊银
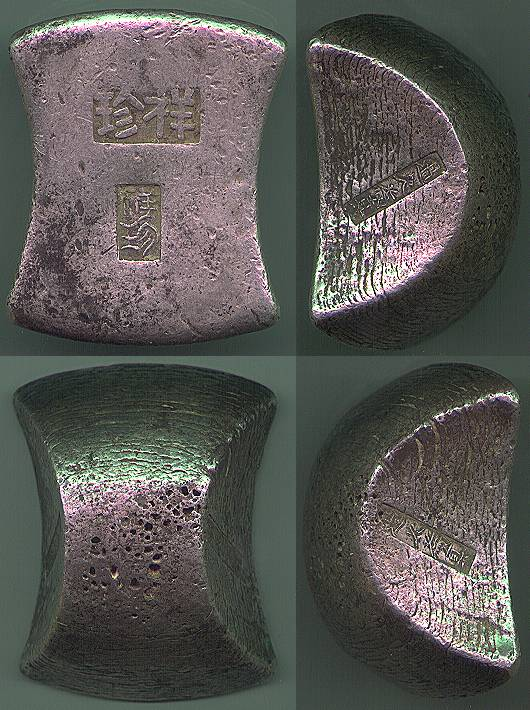
广西祥珍砝码锭
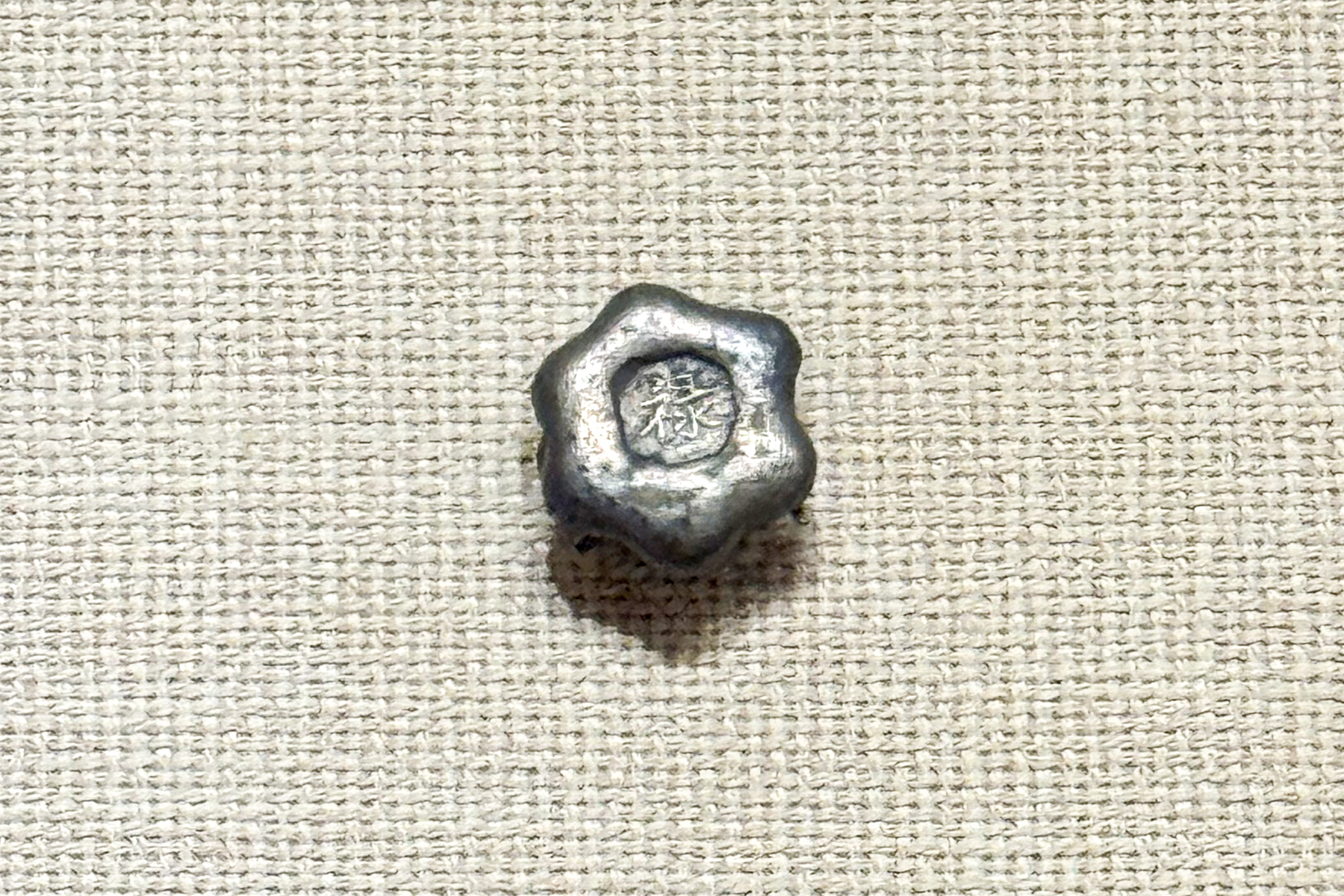
河南“禄”字梅花银锭

## 生产与流通

### 铸造

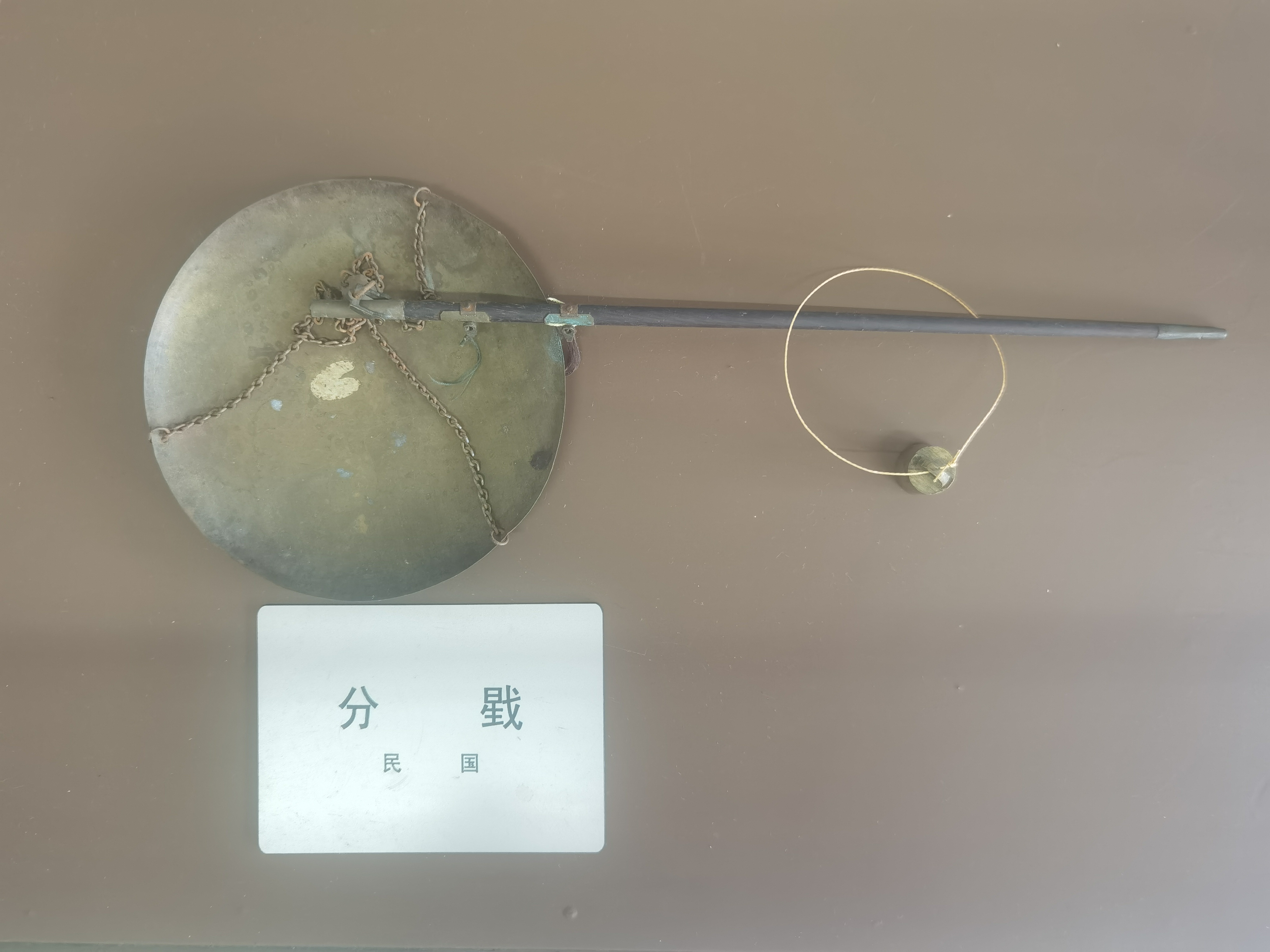
稱量用戥子

清代对于银两铸造采取自由放任政策，“吾国银锭之铸造，历代相沿，皆听民便”，因此银两的货币供应完全取决于民间的需求，在此基础上民间自发形成了不同的银两平色标准。在清代，铸造银锭的机构在中国南方称作银炉，在中国北方称作炉房，河南的南阳、郑州也叫宝炉。清代银炉的开设最初需要户部执照，拥有执照的银炉称公炉，但到了晚清私炉蔚然成风。不论公炉还是私炉都属于私人机构，只需要一定经济实力就能够成立:65，但是有少数地方成立了官方运营、用以铸造流通银两的银炉，例如南昌的宝昌局和长沙的官钱局，直到1903年以后全国各地才推行官炉。
除了上海、济南等少数地方，各地的银炉或炉房在铸造银两外，往往会承接一些金融业务，北京、天津、营口的炉房都曾经充當當地金融中枢的作用。例如北京的炉房在有清一代长期占据核心地位，这是因为各地上缴国库的白银成色不一，都需要交给炉房熔铸才能入库，久而久之北京的炉房开始起到鉴定成色、兑换银两、代缴国库的功能。在1905年户部银行成立以前，炉房承接户部有关的一切金融业务，地方上缴白银“补齐成色”的升水往往为炉房和官吏贪墨之资。营口的炉房也兼职金融信用，其兴起最初是由于商业发展，本地收受的大多属于不便于交易的碎银，外地运入的现银却不符合营口本地的成色，都需要一定时间改铸，如果遇到顾客急需用银，炉房就会出具收据作为凭证，顾客可以用这种凭证到市场上交易，后来逐步演变成存银在炉房，炉房出具凭条供市面流通。南方的银炉以上海最多，但上海的银炉没有复杂的金融功能，只会承接钱庄和银行代铸银两的订单，人员不过二十多，资本最多四五千元。上海银炉熔铸的大多是进口的大条银和异地宝银及银毫，要开设银炉需要10家商号作保和公估局批准，在承接银行订单时还要出具本票以示欠款，信用不足还要拉上同行一同作保，遇到大宗交易还需要公会出面组织几家银炉合作承揽生意。:188然而随着近代银行的兴起和机制银元的流行，银两已经不如以前受用，银炉业也逐渐走向末路，北京的炉房到了光绪末年仅仅剩下26家，而宣统年间就只有10家，北京和天津都有很多炉房或转行银钱业，或从事银价投机，最后在1933年废两改元中银炉业彻底灭亡。

### 鉴定
早在宋代，判断银两成色就已经非常重要，宋元《居家必用宝货辨伪》就记载了银两的11种成色，宋代民间铸造银两一般也会标注成色，出土文物中就有标注真花银、十分银、滲银等等成色。:23-25随着用银的普及，民间鉴别银两的需求与日俱增，银两的鉴定甚至进入了儿童的蒙学教材。康熙时期的《简捷易明算法》专门写了一段“堆垛银数法歌诀”，则是两、钱、分、厘换算的珠算口诀。乾隆时期的《幼学杂字》也有《银色门》，通过口诀教育儿童如何辨别银色。更加专业的书籍最初流行于江南闽粤地区，例如明末《三台万用正宗》这样的商书就有章节专门教导商人如何辨别八成、九成、九二三、九五六等成色的银两，至康乾盛世民间出现“银谱”类专著，像是山西人结合自身经历创作的《周行银色歌》更是成为晋商的教材。但是由于各地识字率差异和商品经济水平不同，百姓银两的辨别能力又有差异，中国南方用银区往往家家有戥子（银秤）、人人能辨色，但北方等经济相对不发达的地区的民众由于不识银色还是只会用钱。
银两成色鉴定最简单的方法是看银锭上面银炉标注的成色，在许多地方银炉出产的银锭不仅需要银炉标明产地和炉名，还需要得到当地公估局鉴定才能顺利投入流通领域。公估局是五口通商之后的产物，可确认设立过公估局的城市不过21个，没有公估局的地方要么是银炉、钱庄、钱业公会凭信用担保，要么像是广州商人专请看银师，还有少数地方会要求运到本地的银两一律改铸。:61-62和银炉不同，公估局必须得到官方批准才能成立，如果鉴定成色不符合实际则要赔偿顾客，一般一个地方只会有一所公估局。以上海为例，上海公估局实际上最初是民间组织，创建者是一名旅沪安徽商人，光绪初年绍兴商人又成立一处公估局，不久以后两局合二为一。在上海，不仅银元宝需要公估才能流通，就连碎银也要经过公估，公估过的碎银会用厚纸包裹，纸上写有公估局笔据。公估局一般有秤量和秤色两套班子：首先是秤量，管秤人先拭净元宝，然后用衡具秤量，最后在元宝表面墨书重量；然后交给看色人观察成色，看色人在判明成色之后会写下升水与贴水，盖印为证；如果看色人对成色有疑问，会将长铁锥凿入元宝中央，确定是否内灌铅锡，凭借音浪辨识成色。
上海公估局效率很高，一般每日可以公估四五百枚元宝，并且整套流程全部依靠眼力和耳力，既不讲究什么科学原理，也不依靠任何精密仪器，直到近代1920年代才有印度造币厂提供化验鉴定银两中的含银量，实际相差与银炉定色不过千分之几，当时上海的华洋商人均信服结果。即便到了近现代，银两的鉴定仍然沿用口耳相传的经验方法，近代以来研究者则使用科学实验定量分析，所得结果大多与古人相去不远：1920年印度造币厂鉴定纹银纯度为93.54%、足宝为99.15%，余下多在98-99%之间；与当时中国银炉验定的成色非常接近大英博物馆曾对馆藏银锭进行成分鉴定，结果所藏银锭成色大多在98.5%—99.5%的区间，只有云南方锭成色偏低；中国钱币博物馆也做过类似的工作，所得成色大多在95%-99%之间，并没有明显的地理或时代差异。

### 汇兑

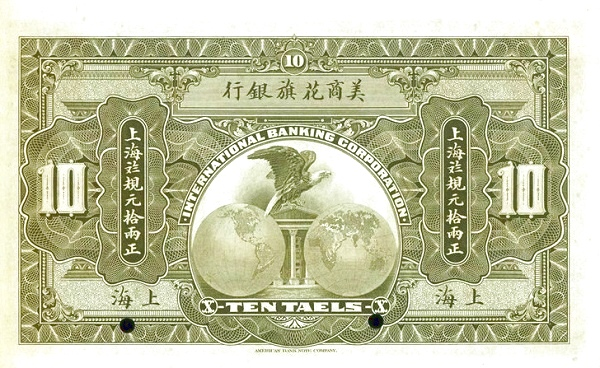
花旗银行发行的上海〩〨规元10两纸币

银两制度的复杂不仅仅在于平色，更在于因平色不一所致的汇兑问题。汉学家马士曾在《中华帝国对外关系史》就给出一个典型例子：江苏向甘肃省提供协饷时，江苏缴税用江苏银，收入国库用库平银，运输用漕平银，到了上海钱庄又是用规元，运到甘肃又要用漕平银，到了甘肃又换甘肃银，和户部和江苏结算又要走一遍汇款流程，同一笔汇款辗转折算不下9次，这一过程不仅耗时耗力还留有大量腐败空间。这对于从事异地汇兑的钱庄和票号也是一件难事，因为他们很难提前预知某地银两的需求，从而有效调剂在各地的银两。1844年，山西票号蔚泰厚和日升昌因苏州银根紧缺、利率高企，从北京拨出大批现银调剂，结果因为运走银两太多，再加上捐输银两增加，北京出现银根紧缺，不得不再从各地转拨北京。
承上所述，宋代银两成色不下10种，而到了清乾隆年间《皇朝文献通考》就例举各地通行各色银两种类不下20种。从成色来看，全国通行的成色大抵有纯银（1000‰）、足银（990‰）、纹银（930‰以上）、标准银（900‰以上）4种，由于各地的宝银成色一般高于纹银，因此按照每50两兑换纹银升水数量，在纹银和足银之间又有二四宝到二九宝等档次，譬如二四宝对纹银汇率就是{\textstyle 50:(50+2.4)}，名字取自其升水；鉴于换算之复杂，一般各地最多只会流行一两种宝银。解决完成色之间的换算问题，就需要考虑银两到底有多少两的问题，这主要取决于各地的平砝，比较通用的有库平、关平、漕平、司马平、公砝平、钱平6种，每种平砝都有各自的用途，根据中国银行在民国初年的统计，各地平砝种类不下170种。库平是清政府指定的货币衡量单位，用于财政收支与结算；然而即便是名义上通行全国的库平，也是依照场合而定，中日《马关条约》规定库平1两合575.82格令（37.313克），而广东的库平有583.3格令（37.80克），到了宁波却只有569.1格令（36.88克）。:173-176为了计算平砝，许多机构都想出相应的口诀简便运算，例如山西票号大德恒就有“9201357，18402714……”云云的平码歌，表示上海规元与本号平色的折算率，规元1000两合本票平足银920.1357两，后面都是920.1357的倍数。
仅仅一地之平色就如此混沌，为便利交易商界自发采用了一种用于记账的标准银两——虚银两，虚银两具有比较强的地域特征，比较具影响力的有官府纹银、上海规元、天津行化银、汉口洋例银、营口炉银等，在交易的时候任何银两都需要折算为相应的虚银两单位用于本地的货币清算。:176-180以上海规元为例子，规元最早通行于上海豆市，开埠后在华商通行，后因用于外贸的本洋枯竭，上海华洋商人公议采用规元交易。:177-178上海规元确立之后，规元成为上海与国内外各商埠往来的唯一结算标准，1858年汉口开埠后外商要求汉口遵循上海规元之先例确立虚银两标准，因此有了洋例银。:51和前文提及的营口炉银凭票一样，虚银两在很多地方因为银两的缺乏成为了实际上的信用货币，例如绥远归化地方因现银不足、周转不灵，将银两划分为谱拨银和拨兑银，其中谱拨银只是记账单位而无需兑现，而福州的台伏券也是代替福州台捧银流通的不兑现货币，台伏券1元恒合台捧7钱或制钱1000文。在重庆，虚银两制度又和官方的纸币制度相结合，辛亥革命后四川军政府强令市场接受军用券，而重庆市面折衷将70%银两和30%军用券搭配，作为记账的基本单位，称作三七周化银。:90-91
虽然虚银两部分解决了区域内的兑换问题，但是各地商埠之间仍然需要换算，由此产生了中国近现代的内汇市场。近代以来，上海成为中国国内外贸易的中心，在全国商埠中有着最强的辐射力，上海商号来往都是开具上海规元汇票（申汇），申汇可以代替现银运输成为资金流通的手段，因此成为国内汇市实际上的通行货币，没有与上海有直接汇兑行市的的地方的汇兑业务大多会划转给与上海有往来的城市，间接与申汇构成联系。然而由于币制的紊乱，各地将本地货币折算为申汇价格的方法五花八门，在很多地方还需要与洋厘挂钩。所谓洋厘，即银元（大洋）合银几厘，由于价格变动多以厘计故称厘价，反映了市场上银两和银元的供需关系。随着银元越发流行，钱庄从事银元汇兑的机会越来越多，因此汇兑问题不仅仅涉及市面间银两的调剂，还和各地洋厘行情相关。洋厘价格影响钱庄票号在埠间的现银运输，而现银的划拨又会反过来影响供求关系和汇兑成本。举例论之，如果上海洋厘价格高出天津一定程度，商家会倾向于在上海把银元换成银两，然而再把银两运到天津换成银元，因此汇往天津的资金会变多，到天津的申汇供不应求，价格自然水涨船高。